# رون سيكسميث
رونالد إلدون «رون» سيكسميث (Ronald Eldon "Ron" sexsmith)  مغني وكاتب أغاني كندي من مواليد 8 يناير 1964 بأنتاريو.

## روابط خارجية
- رون سيكسميث على موقع IMDb (الإنجليزية)
- رون سيكسميث على موقع ميوزك برينز (الإنجليزية)
- رون سيكسميث على موقع أول ميوزيك (الإنجليزية)
- رون سيكسميث على موقع ديسكوغز (الإنجليزية)
- رون سيكسميث على موقع قاعدة بيانات الفيلم (الإنجليزية)